# 오정동 (부천시)
오정동(梧亭洞)은 대한민국 경기도 부천시 오정구의 행정동이다. 고강동, 서울특별시 강서구 공항동, 인천광역시 계양구 계양동, 서운동과 인접한다.
동의 북쪽인 대장동 일대는 김포국제공항이 가까이 있어서 사실상 미개발지이며, 이에 따라 항공기 소음 피해가 있다. 논 경작지가 있는 부천둘레길 제4코스인 황금들판길의 대장동 벌판이 있으며, 지역경제의 근간이 되고 있는 오정산업단지와 중소기업이 다수 밀집되어 있는 지역으로, 도시와 농촌이 상호 공생하고 있다.

## 지명 유래
원래 오정은 한자로 오동나무 오(梧)에 정자 정(亭)으로 이 지역에 오동나무가 많이 있었음을 의미한다. 또한 조선 인조 때 오위도총부 도총관을 지낸 고강동 출신 변삼근의 아호이기도 하다. 이 아호는 변삼근이 애향심이 깊어 자기가 태어난 고향의 이름을 사용한 것이다. 이렇게 오정(梧亭)으로 써 오던 것이 일제에 의해 1914년 임의적으로 군면 통폐합이 단행되어 전혀 다른 의미의 오정(吾丁)이 되어 버렸다가 광복 50주년을 맞은 1995년 원래의 한자로 복원되었다. 또한 조선 말기까지 오정리를 오쟁이라고 칭하기도 했는데, 오쟁이는 오정이에서 'ㅣ' 모음이 역행동화가 일어나 오쟁이로 된것이다.

## 연혁
- 조선시대 : 부평군 상오정면의 오정리 지역과 주화곶면의 대장리 지역이었다.
- 1914년 3월 1일 : 행정구역 통폐합에 따라 부천군 오정면에 편입되었다.
- 1973년 7월 1일 : 부천군이 폐지되면서 김포군 오정면에 편입되었다.
- 1975년 10월 1일 : 부천시에 편입되어 대장리와 오정리를 합하여 오정동으로 편입되었다.
- 1988년 1월 1일 : 구제 실시로 중구에 속하였다.
- 1993년 2월 1일 : 오정구를 설치 및 관할구역을 조정하면서 오정구에 편제되었다.
- 2016년 7월 4일 : 오정구 폐지로 부천시 오정동이 되었다.[2]
- 2024년 1월 1일 : 구제 실시로 오정구에 속하였다.

## 법정동
- 원종동(遠宗洞)
- 오정동(梧亭洞)
- 대장동(大壯洞)

## 주요 시설 및 기관
- 부천대명초등학교
- 덕산초등학교
  - 대장분교 (폐교) - 대장로 92 (대장동)
- 삼정초등학교
- 동산초등학교
- 오정초등학교
- 원일초등학교
- 원종초등학교
- 내동중학교
- 덕산중학교
- 덕산고등학교
- 원종고등학교
- 부천실업고등학교

## 아파트
| 단지명              | 건설사   | 시행사       | 주소 | 입주        | 비고 |
| ------------------- | -------- | ------------ | ---- | ----------- | ---- |
| 오정 휴먼시아 1단지 | 경남기업 | 대한주택공사 |      | 2006년 10월 |      |
| 오정 휴먼시아 2단지 | 이수건설 | 대한주택공사 |      | 2006년 10월 |      |
| 오정 휴먼시아 3단지 | 이수건설 | 대한주택공사 |      | 2006년 7월  |      |

## 공공기관
- 부천시오정보건소
- OBS 경인TV

### 명소
- 부천둘레길 제4코스인 황금들판길(대장들길)